# Oficina Anticorrupción
La Oficina Anticorrupción (OA) es un organismo desconcentrado dependiente del Poder Ejecutivo de Argentina, el cual se encuentra a cargo de un secretario designado por el Presidente de la Nación.
La OA la encargada de velar por la prevención e investigación de aquellas conductas que se consideren comprendidas en la Convención Interamericana contra la Corrupción, reglamentando sus funciones y atribuciones en el Decreto 102/99, modificado parcialmente en el Decreto 226/2015 donde se quitó la obligatoriedad de ser abogado para encabezar la Oficina Anticorrupción.

## Características
La Oficina Anticorrupción actúa en el ámbito de la Administración Pública Nacional centralizada y descentralizada, empresas, sociedades y todo otro ente público o privado con participación del Estado o que tenga como principal fuente de recursos el aporte estatal. Cabe aclarar que la OA no tiene competencia para realizar investigaciones en el ámbito del Poder Legislativo, el Poder Judicial o en los organismos de las Administraciones Provinciales y Municipales.
La Oficina Anticorrupción está a cargo de un Secretario de Ética Pública, Transparencia y Lucha contra la Corrupción. El Secretario de Ética Pública, Transparencia y Lucha contra la Corrupción posee rango y jerarquía de Secretario, mientras que los titulares de la Dirección de Investigaciones y de la Dirección de Planificación de Políticas de Transparencia poseen rango y jerarquía de Subsecretarios. Los tres funcionarios son designados y removidos por el presidente de la Nación a propuesta del Ministro de Justicia. 
La OA está conformada por dos áreas:
- Dirección de Investigaciones (DIOA):[7] es la encargada de fiscalizar el cumplimiento de los deberes de los agentes y el debido uso de los recursos estatales.

- Dirección de Planificación de Políticas de Transparencia (DPPT):[8] es la responsable de la elaboración de políticas contra la corrupción en el sector público nacional: la encargada de asistir técnicamente al sector público nacional en el diseño e implementación de políticas de prevención de la corrupción.

### Funciones de la Oficina Anticorrupción
- Trabajamos para fortalecer la ética y la integridad en la administración pública nacional, a través de políticas de transparencia e investigación de la corrupción, y en el ámbito de la Administración Pública Nacional centralizada y descentralizada, empresas, sociedades y todo otro ente público o privado con participación del Estado o que tenga como principal fuente de recursos el aporte estatal.

- Velamos por el cumplimiento de las Convenciones Internacionales de Lucha contra la Corrupción ratificadas por el Estado Nacional; promover la ética, la transparencia y la integridad en la función pública de acuerdo con el artículo 36 de la Constitución Nacional; ejercer las funciones que le corresponden en carácter de autoridad de aplicación de la Ley N° 25.188 y sus normas complementarias; impulsar las acciones tendientes a prevenir la corrupción y hacer efectivas las responsabilidades por actos contrarios a la ética pública; participar en el diseño e implementación de políticas, programas, normas y acciones de prevención y lucha contra la corrupción y en la promoción de la ética pública, la cultura de la integridad y la transparencia en la gestión y los actos de gobierno y asesorar a los organismos del Sector Público Nacional.

- Recibimos denuncias de particulares o agentes públicos. A raíz de ello, realizamos investigaciones respecto de la conducta de los agentes públicos, con el objeto de determinar la existencia de hechos ilícitos cometidos en ejercicio o en ocasión de la función pública, en el ámbito de su competencia. Estas investigaciones también pueden ser iniciadas de oficio. En los casos que, luego de practicada la investigación correspondiente, los hechos pudieran constituir delitos, denunciamos ante el Poder Judicial, pudiendo constituirse como parte querellante en aquellos procesos que poseen relevancia social, económica y/o institucional.

## Historia

### Creación
Fue oficialmente creada el día 10 de diciembre de 1999 por medio de la Ley 25.233 para la asunción de Fernando de la Rúa.

ARTÍCULO 13. — Créase la Oficina Anticorrupción en el ámbito del Ministerio de Justicia, la que tendrá a su cargo la elaboración y coordinación de programas de lucha contra la corrupción en el sector público nacional y, en forma concurrente con la Fiscalía de Investigaciones Administrativas, gozará de las competencias y atribuciones establecidas en los artículos 26, 45 y 50 de la Ley Nº 24.946.

Es la encargada de velar por la prevención e investigación de aquellas conductas que se consideren comprendidas en la Convención Interamericana contra la Corrupción, reglamentando sus funciones y atribuciones en el Decreto 102/99.

### Gobiernos de Néstor Kirchner y Cristina Fernández de Kichner (2003 - 2015)
De 2004 a 2009 fue Fiscal de Control Administrativo Abel Fleitas Ortiz de Rozas y luego ocupó el cargo Julio Vitobello, diciembre de 2015.
Su presupuesto en el año 2010 fue de 15 millones de pesos con 7.563 casos abiertos en el año, mientras que en el 2008 tuvo un presupuesto de 6 millones de pesos menos con 6.911 casos abiertos.

### Gobierno de Mauricio Macri (2015 - 2019)
En diciembre de 2015 el Gobierno de Mauricio Macri modificó por decreto la reglamentación de la Oficina Anticorrupción para permitir que la diputada del PRO Laura Alonso asuma al frente del organismo, pese a que no es abogada ni cumplía los requisitos exigidos por la ley argentina. en el decreto se debió modificar la organización de la OA para exceptuarla del requisito de ser abogada, establecido previamente para ocupar el puesto.
Con el decreto “Plan de Apertura de Datos” 117/16 del presidente Mauricio Macri, el organismo publicó en 2016 en el Portal Nacional de Datos Públicos

#### Investigaciones
A mediados de 2016 Alonso, fue denunciada por "mal desempeño de sus funciones", "abuso de autoridad" e incumplimiento de deberes públicos" por su actuación en los Panamá Papers. La causa que quedó registrada con el número 3.781/2016. Al respecto Laura Alonso defendió a Macri argumentando que Constituir sociedad en paraíso fiscal no es delito en sí mismo.
En 2016 la Sala II de la Cámara Federal ordenó que se determine si la Oficina Anticorrupción (OA), a cargo de Alonso, elige en qué causas interviene y cuáles deja pasar motivada a partir de intereses políticos o económicos. La justicia abrió una causa para determinar si Alonso hace "persecución selectiva" desde la Oficina Anticorrupción. Meses después se presentó otra denuncia contra la oficina y su titular por un supuesto direccionamiento de las denuncias que radicó en la Justicia federal, contra opositores al gobierno de Mauricio Macri. Según la denuncia del dirigente Juan Grabois: "Alonso actúa con parcialidad manifiesta. Es una funcionaria militante que no está luchando contra la corrupción sino persiguiendo adversarios políticos. Ese mismo año fiscal Franco Picardi abrió una investigación penal donde pidió todas las causas donde actuó la Oficina Anticorrupción por direccionar causas contra políticos opositores y encubrir supuestas maniobras de funcionarios del gobierno de Cambiemos.
A mediados de 2016 fue denunciada por cajonear un expediente contra el entonces ministro de Energía, Juan José Aranguren, por irregularidades en la compra de gas a Chile.
Durante el primer año de Alonso al mando de la Oficina más de 22.000 funcionarios públicos por distintos motivos no presentaron sus formularios de declaraciones juradas en 2016. Al año siguiente la Oficina Anticorrupción les dio más tiempo a los funcionarios para presentar sus declaraciones juradas. En 2017 se conoció que la titular de la oficina, Laura Alonso incrementó en un solo año su patrimonio en 160% mientras estaba al frente del organismo y se encuentra tercera en el ranking de funcionarios del Gobierno con mayor crecimiento patrimonial.
En febrero de 2017 un grupo de diputados denunció penalmente a la titular de la Oficina Anticorrupción por al acuerdo firmado entre el Gobierno y el Correo Argentino, donde le condonaría al Grupo Macri una deuda con el Estado de alrededor de 70 mil millones de pesos. Ese mismo mes la Oficina Anticorrupción defendió el uso del helicóptero presidencial por parte de la primera dama Juliana Awada para viajes personales a Uruguay. La revelación se dio a conocer cuando el diario uruguayo El País reveló que Mauricio Macri envió el helicóptero oficial para buscar a su esposa Juliana Awada y su hija Antonia que volvían de vacaciones en Punta del Este.
En 2018 fue denunciada penalmente por una supuesta “negociación de impunidad”con la empresa brasileña Odebrecht, denunciada por pago de coimas en el Lava Jato. Hubo encuentros a puertas cerradas con los ejecutivos de la filial argentina de Odebrecht, que fueron considerados intentos de obtener anticipadamente la información confidencial que aquellos pudieran aportar y de ese modo, controlar los daños que puedan producir sobre el círculo íntimo del Presidente.
En 2019 la Oficina bajo la gestión de la exdiputada del PRO Laura Alonso fue condenada a entregar en un plazo de 15 días toda la información y documentación que desde hace un año le oculta a la Auditoría General de la Nación (AGN), que intenta analizar su desempeño al igual que hace con el resto de los organismos públicos.
En 2020 Mauricio Macri y varios de sus funcionarios entre ellos como Laura Alonso, Guido Sandleris y Javier González Fraga, fueron denunciados penalmente por "defraudación al Estado" en el caso Vicentín. El caso se inició cuando se descubrió que durante la gestión de Macri, el Banco Nación le otorgó créditos irregulares por 18 000 millones de pesos a la cerealera Vicentin que había sido la principal aportante de la campaña de Cambiemos.
En 2019 Gabriela Michetti y Laura Alonso, fueron denunciadas por tráfico de influencias a raíz de los audios de Michetti que se hicieron públicos donde se revelan que la vicepresidenta intercedió ante la entonces titular macrista de la Oficina Anticorrupción para ayudar a un colaborador suyo, Guillermo Pino, imputado por irregularidades en ANSES por desvío de fondos de 118 millones de pesos. En los audios Michetti le pidió a la titular de la Oficina Anticorrupción Laura Alonso, que desvincule de una investigación de ese organismo "Hola Lau, te agradezco por haberle dado la reunión a mi amigo. Se llama Guillermo Pino, es uno de los que está involucrado en la denuncia de la ANSES por el tema comunicaciones ... es del estilo nuestro. En otro audio Michetti expresaba "Laura, necesito que te juntes con un amigo mío, que está trabajando conmigo además"

## Proyectos de ley y de decretos impulsados por la OA
La Oficina Anticorrupción elaboró una serie de proyectos de ley y de decretos destinados a promover la ética pública y la transparencia. Algunos de ellos son:
- Ley del Arrepentido: Plantea la posibilidad de reducir o eximir de penas a quienes brinden “información precisa, comprobable y útil” que permita “evitar la consumación o continuación de un delito; ayudar a esclarecer el hecho objeto de la investigación u otros conexos; revelar la identidad de coautores, partícipes o encubridores de los hechos investigados o de otros conexos, o la intervención de otras personas”. Fue aprobada por el Congreso Nacional.[42][43]

- Extinción de Dominio: Apunta a dotar de mayor efectividad y agilidad a la Justicia en su labor de recuperar aquellos activos que son "producto de actividades ilícitas", o que fueron utilizados para cometer los delitos. A través de la acción de extinción de dominio podrá iniciarse una investigación contra bienes que están fundadamente sospechados de provenir de actividades ilícitas independiente del proceso.[44]

- Responsabilidad Penal Empresaria: Según el documento presentado por el Poder Ejecutivo, el objetivo de la ley es “dotar de mayor eficiencia a las políticas de prevención y lucha contra la corrupción”, lo que conseguiría mediante sanciones y programas que promuevan la integridad.[45] Con esta normativa, además, se busca seguir los estándares en materia de transparencia promovidos por la Organización para la Cooperación y el Desarrollo Económicos (OCDE).[46] Durante su tratamiento, la secretaria de la Oficina Anticorrupción (OA) pidió en el Senado volver a incluir el artículo 37 del proyecto original, llamado por los medios de comunicación "cláusula Odebrecht", que disponía la ampliación del alcance de los “Acuerdos de Colaboración Eficaz” al hacerlos retroactivos. Esto habría permitido que las empresas acordaran con la Procuración del Tesoro la extinción o reducción de la pena a cambio de información sobre delitos aunque estos fueran anteriores a la sanción de la ley.[47][48][45] En el caso de la empresa brasileña Odebrecht,Para el diputado Pablo López (FIT) "esta ley es parte de un acuerdo del Gobierno con Odebrecht para salvar a las empresas encubriendo al propio Mauricio Macri y a los exfuncionarios de la administración anterior".[49] El propio Macri ordenó sostener la “cláusula transitoria” permitiría poner a resguardo ese y otros negocios de Iecsa ante una eventual confesión de sobornos. Entre los diputados se bautizó a la norma como la Ley Angelo, porque uno de los beneficiarios directos sería Angelo Calcaterra, el primo presidencial, también sería favorecida Iecsa, la firma que perteneció al Grupo Socma, pero que hoy posee Marcelo Mindlin, uno de los empresarios favoritos del presidente, ya que Iecsa fue socio de Odebrecht en varios consorcios.[50][51] El Senado no restauró el artículo.[52]

- Decretos de Integridad en Juicios contra el Estado y Contrataciones Públicas: Son dos herramientas adicionales de transparencia en las que el presidente de la nación y las más altas autoridades de gobierno se autolimitan en casos de juicios contra el Estado y contrataciones públicas vinculados a ellos. Para la elaboración de estos decretos, la Oficina realizó un proceso de consulta participativa que incluyó aportes de organismos no gubernamentales y de la ciudadanía en general a través de la web.[53]

### Gobierno de Alberto Fernández (2019 - 2023)
El 16 de diciembre de 2019 el Gobierno de Alberto Fernández nombró como titular de la OA al fiscal Félix Pablo Crous, que renunció el 31 de diciembre de 2022 y fue reemplazado por la abogada Verónica María Gómez, a partir del 14 de marzo de 2023.

## Casos emblemáticos
- Caso Aranguren: El organismo analizó el posible conflicto de intereses del ministro de Energía y Minería Juan José Aranguren debido a su rol previo como CEO de Royal Dutch Shell y su carácter de accionista de la empresa. En septiembre de 2016 la OA resolvió recomendar al funcionario que se desprenda de su participación accionaria en la empresa. Además, le hizo saber que en cuestiones relacionadas con la empresa debe abstenerse de intervenir y comunicar su excusación al Presidente de la Nación para que designe a un funcionario en su reemplazo.[54] Sin embargo, tal como recordaría al año siguiente la diputada Graciela Camaño, la ley 25.188 prohíbe ser proveedor o trabajar para una empresa proveedora del Estado durante los tres años previos y hasta tres años después del ejercicio de una función pública que tenga competencia respecto de tales contrataciones.[55]

- Caso IBM-Banco Nación. La causa se inició en 1994. El escándalo implicó el presunto pago de unos 21 millones de dólares en coimas para la firma del contrato del denominado Proyecto Centenario.

- María Julia Alsogaray. Fue condenada a pagar más de 3 millones de pesos por su enriquecimiento ilícito durante su paso por el gobierno menemista. La sentencia quedó firme este año por la Corte y para saldar la deuda le remataron su petit-hotel.[56]

- Coimas en el Senado. Durante 2012 y 2013 tuvo lugar el juicio por el presunto pago de sobornos por parte del Poder Ejecutivo a senadores de la oposición (durante el gobierno de Fernando de la Rúa). La Cámara Federal de Casación Penal, confirmó las absoluciones de todos los acusados por el "beneficio de la duda".[57]

- Sobresueldos. El juicio por el pago de sobresueldos a altos funcionarios públicos culminó en 2015 con la condena a 4 años y 6 meses de prisión para el expresidente Carlos Menem y 3 años y 3 6 meses para el exministro de Economía Domingo Cavallo.[58]

- PAMI. En agosto de 2015 Víctor Alderete, extitular del PAMI, reconoció su culpabilidad ante la justicia y fue condenado a 3 años y 6 meses de prisión por administración fraudulenta. Además, se condenó a cinco exdirectivos de la entidad y dos empresarios.[59]

- Siemens-DNI. Se investiga las supuestas coimas que la compañía pagó en 1998 por el contrato para producir los DNI. El acuerdo disponía la fabricación de 24 millones de documentos al precio de 30 pesos cada uno, cuando otras firmas -que fueron excluidas de la licitación por cláusulas infundadas del pliego- ofrecían un precio hasta cinco veces menor. En 2014 la Cámara Federal confirmó el procesamiento de 11 directivos.[60]

## Nómina de secretarios/as y/o titulares
| N.º | Secretario/a y/o Titulares  | Partido                                           | Partido               | Periodo                                           | Presidente                                              |
| --- | --------------------------- | ------------------------------------------------- | --------------------- | ------------------------------------------------- | ------------------------------------------------------- |
| 1   | José Massoni                |                                                   | Independiente         | 10 de diciembre de 1999 - 17 de diciembre de 2002 | Fernando De la Rúa Adolfo Rodríguez Saá Eduardo Duhalde |
| 2   | Carlos Manuel Garrido       | 18 de diciembre de 2002 - 21 de noviembre de 2003 | Independiente         | Eduardo Duhalde Néstor Kirchner                   |                                                         |
| 3   | Daniel Emilio Morín         | 27 de noviembre de 2003 - 16 de diciembre de 2004 | Independiente         | Néstor Kirchner                                   |                                                         |
| 4   | Abel Fleitas Ortiz de Rozas | 17 de diciembre de 2004 - 3 de diciembre de 2008  | Independiente         | Néstor Kirchner Cristina Fernández de Kirchner    |                                                         |
| 5   | Julio Vitobello             |                                                   | Partido Justicialista | 23 de enero de 2009 - 10 de diciembre de 2015     | Cristina Fernández de Kirchner                          |
| 6   | Laura Alonso                |                                                   | Propuesta Republicana | 29 de diciembre de 2015 - 10 de diciembre de 2019 | Mauricio Macri                                          |
| 7   | Félix Pablo Crous           |                                                   | Independiente         | 16 de diciembre de 2019 - 1 de enero de 2023      | Alberto Fernández                                       |
| 8   | Verónica María Gómez        | 14 de marzo de 2023 - 10 de diciembre de 2023     | Independiente         |                                                   | Alberto Fernández                                       |
| 9   | Alejandro Melik             | 15 de diciembre de 2023 - actualidad              | Independiente         | Javier Milei                                      |                                                         |

## Estructura
- Oficina Anticorrupción: Alejandro Melik
  - Dirección Nacional de Asuntos Estratégicos: Ing. Nicolás Gómez
    - Dirección de Asuntos Jurídicos: Dr. Ricardo Pal

  - Subsecretaría de Investigaciones:
    - Dirección Nacional de Investigaciones y Fiscalización: Dr. Omar Julián Sosa
    - Dirección Nacional de Apoyo, Análisis Técnico y Litigio: 
      - Coordinación de Análisis de Información:

  - Subsecretaría de Planificación de Políticas de Transparencia: Dra. Ana Carina Larocca
    - Dirección Nacional del Sistema de Declaraciones Juradas: CPN. Emiliana Giaccone
    - Dirección Nacional de Ética Pública: Dr. Leopoldo Horacio Giupponi